# Leandro Barrera
Leandro Iván Barrera (Godoy Cruz, Mendoza, Argentina; 22 de febrero de 1991) es un futbolista argentino. Juega de delantero en el Cobreloa de la Primera B de Chile.

## Biografía
Nació en Mendoza pero al mes sus padres llegaron a San Juan, donde empezó a desarrollar su juego en la Escuelita de Fútbol de Santa Lucía. Después de que Argentinos Juniors se fijara en él, el delantero zurdo pasó a formar parte del club.

## Trayectoria

### Argentinos Juniors
Convirtió varios goles en reserva, una vez 4 de estos en un mismo encuentro. Integró los seleccionados juveniles. Barrera debutó en Primera División de la mano de Pedro Troglio en la primera fecha del Torneo Apertura 2010 vs Club Atlético Huracán en reemplazo de Andrés Fabricio Romero. El delantero tuvo un arranque prometedor en aquel encuentro, pero no ha sido tenido en cuenta regularmente para la plantilla del Primer Equipo en los cotejos siguientes, una vez confirmados Nicolás Blandi, Gonzalo Vargas y Franco Niell en el ataque. Por ello, su participación se centra actualmente en los encuentros de Reserva de Argentinos.[cita requerida]

### San Martín (SJ)
Luego de su paso por tierras nórdicas es fichado por San Martín de San Juan, misma ciudad en donde pasó su infancia, reuniéndose así con su familia luego de estar 10 años alejado de esta por el fútbol.

## Selección juvenil
Fue convocado en 2 ocasiones a la Selección Sub-20 de Argentina primero por Sergio Batista y luego por Walter Perazzo.

## Estadísticas

### Clubes
| Club                   | País           | Año       | PJ  | G. | Pmd. |
| ---------------------- | -------------- | --------- | --- | -- | ---- |
| Argentinos Juniors     | Argentina      | 2010-2014 | 44  | 3  | 0,07 |
| Chivas USA             | Estados Unidos | 2014      | 33  | 1  | 0,03 |
| San Jose Earthquakes   | Estados Unidos | 2015      | 10  | 0  | 0    |
| San Martín de San Juan | Argentina      | 2016      | 1   | 0  | 0    |
| Chacarita Juniors      | Argentina      | 2016-2017 | 24  | 1  | 0,04 |
| All Boys               | Argentina      | 2017-2018 | 22  | 1  | 0,05 |
| Marítimo               | Portugal       | 2018-2020 | 35  | 2  | 0,06 |
| Mafra (cedido)         | Portugal       | 2020      |     |    |      |
| Santiago Morning       | Chile          | 2020-2022 |     |    |      |
| Club Sportivo Peñarol  | Argentina      | 2023      |     |    |      |
| Deportes Santa Cruz    | Chile          | 2024-Act. |     |    |      |
| total                  | total          | total     | 169 | 8  | 0,05 |